# 1.ª etapa de la Vuelta a España 2024
La 1.ª etapa de la Vuelta a España 2024 tuvo lugar el 17 de agosto de 2024 y consistió en una contrarreloj individual con inicio en la ciudad de Lisboa (Portugal) y final en Oeiras (Portugal) sobre un recorrido de 12 km. Esta fue ganada por el estadounidense Brandon McNulty del equipo UAE Team Emirates que también se convirtió en el primer líder de la prueba.

## Clasificación de la etapa[2]
| Lisboa - Oeiras | contrarreloj individual | (12 km) |

| \| Clasificación de la etapa \| Clasificación de la etapa \| Clasificación de la etapa \| Clasificación de la etapa \| Clasificación de la etapa \| \| Ciclista \| Ciclista \| Equipo \| Tiempo \| \| \| ------------------------- \| ------------------------- \| -------------------------- \| ------------------------- \| ------------------------- \| \| 1.º \| Brandon McNulty \| UAE Team Emirates \| 12 min 35 s \| \| \| 2.º \| Mathias Vacek \| Lidl-Trek \| + 2 s \| \| \| 3.º \| Wout van Aert \| Team Visma \\| Lease a Bike \| + 3 s \| \| \| 4.º \| Stefan Küng \| Groupama-FDJ \| + 6 s \| \| \| 5.º \| Edoardo Affini \| Team Visma \\| Lease a Bike \| + 8 s \| \| \| 6.º \| Joshua Tarling \| Ineos Grenadiers \| + 8 s \| \| \| 7.º \| Mauro Schmid \| Team Jayco AlUla \| + 16 s \| \| \| 8.º \| Primož Roglič \| Red Bull-Bora-Hansgrohe \| + 17 s \| \| \| 9.º \| Bruno Armirail \| Decathlon-AG2R La Mondiale \| + 18 s \| \| \| 10.º \| João Almeida \| UAE Team Emirates \| + 19 s \| \| |                 |                            |             |
| |                 |                            |             |
| Fuente: ProCyclingStats |                 |                            |             |
| Clasificación de la etapa |                 |                            |             |
| Ciclista | Ciclista        | Equipo                     | Tiempo      |
| 1.º | Brandon McNulty | UAE Team Emirates          | 12 min 35 s |
| 2.º | Mathias Vacek   | Lidl-Trek                  | + 2 s       |
| 3.º | Wout van Aert   | Team Visma \| Lease a Bike | + 3 s       |
| 4.º | Stefan Küng     | Groupama-FDJ               | + 6 s       |
| 5.º | Edoardo Affini  | Team Visma \| Lease a Bike | + 8 s       |
| 6.º | Joshua Tarling  | Ineos Grenadiers           | + 8 s       |
| 7.º | Mauro Schmid    | Team Jayco AlUla           | + 16 s      |
| 8.º | Primož Roglič   | Red Bull-Bora-Hansgrohe    | + 17 s      |
| 9.º | Bruno Armirail  | Decathlon-AG2R La Mondiale | + 18 s      |
| 10.º | João Almeida    | UAE Team Emirates          | + 19 s      |

## Clasificaciones al final de la etapa

### Clasificación general[3]
| \| Clasificación general \| Clasificación general \| Clasificación general \| Clasificación general \| Clasificación general \| \| Ciclista \| Ciclista \| Equipo \| Tiempo \| \| \| --------------------- \| --------------------- \| -------------------------- \| --------------------- \| --------------------- \| \| 1.º \| Brandon McNulty \| UAE Team Emirates \| 12 min 35 s \| \| \| 2.º \| Mathias Vacek \| Lidl-Trek \| + 2 s \| \| \| 3.º \| Wout van Aert \| Team Visma \\| Lease a Bike \| + 3 s \| \| \| 4.º \| Stefan Küng \| Groupama-FDJ \| + 6 s \| \| \| 5.º \| Edoardo Affini \| Team Visma \\| Lease a Bike \| + 8 s \| \| \| 6.º \| Joshua Tarling \| Ineos Grenadiers \| + 8 s \| \| \| 7.º \| Mauro Schmid \| Team Jayco AlUla \| + 16 s \| \| \| 8.º \| Primož Roglič \| Red Bull-Bora-Hansgrohe \| + 17 s \| \| \| 9.º \| Bruno Armirail \| Decathlon-AG2R La Mondiale \| + 18 s \| \| \| 10.º \| João Almeida \| UAE Team Emirates \| + 19 s \| \| |                 |                            |             |
| |                 |                            |             |
| Fuente: ProCyclingStats |                 |                            |             |
| Clasificación general |                 |                            |             |
| Ciclista | Ciclista        | Equipo                     | Tiempo      |
| 1.º | Brandon McNulty | UAE Team Emirates          | 12 min 35 s |
| 2.º | Mathias Vacek   | Lidl-Trek                  | + 2 s       |
| 3.º | Wout van Aert   | Team Visma \| Lease a Bike | + 3 s       |
| 4.º | Stefan Küng     | Groupama-FDJ               | + 6 s       |
| 5.º | Edoardo Affini  | Team Visma \| Lease a Bike | + 8 s       |
| 6.º | Joshua Tarling  | Ineos Grenadiers           | + 8 s       |
| 7.º | Mauro Schmid    | Team Jayco AlUla           | + 16 s      |
| 8.º | Primož Roglič   | Red Bull-Bora-Hansgrohe    | + 17 s      |
| 9.º | Bruno Armirail  | Decathlon-AG2R La Mondiale | + 18 s      |
| 10.º | João Almeida    | UAE Team Emirates          | + 19 s      |

### Clasificación por puntos[4]
| Clasificación por puntos | Clasificación por puntos | Clasificación por puntos   | Clasificación por puntos | Clasificación por puntos |
| Ciclista                 | Ciclista                 | Equipo                     | Puntos                   |                          |
| ------------------------ | ------------------------ | -------------------------- | ------------------------ | ------------------------ |
| 1.º                      | Brandon McNulty          | UAE Team Emirates          | 20 pts                   |                          |
| 2.º                      | Mathias Vacek            | Lidl-Trek                  | 17 pts                   |                          |
| 3.º                      | Wout van Aert            | Team Visma \| Lease a Bike | 15 pts                   |                          |
| 4.º                      | Stefan Küng              | Groupama-FDJ               | 13 pts                   |                          |
| 5.º                      | Edoardo Affini           | Team Visma \| Lease a Bike | 11 pts                   |                          |
| 6.º                      | Joshua Tarling           | Ineos Grenadiers           | 10 pts                   |                          |
| 7.º                      | Mauro Schmid             | Team Jayco AlUla           | 9 pts                    |                          |
| 8.º                      | Primož Roglič            | Red Bull-Bora-Hansgrohe    | 8 pts                    |                          |
| 9.º                      | Bruno Armirail           | Decathlon-AG2R La Mondiale | 7 pts                    |                          |
| 10.º                     | João Almeida             | UAE Team Emirates          | 6 pts                    |                          |

### Clasificación de la montaña[5]
| Clasificación de la montaña | Clasificación de la montaña | Clasificación de la montaña | Clasificación de la montaña | Clasificación de la montaña |
| Ciclista                    | Ciclista                    | Equipo                      | Puntos                      |                             |
| --------------------------- | --------------------------- | --------------------------- | --------------------------- | --------------------------- |

### Clasificación de los jóvenes[6]
| Clasificación del mejor joven | Clasificación del mejor joven | Clasificación del mejor joven | Clasificación del mejor joven | Clasificación del mejor joven |
| Ciclista                      | Ciclista                      | Equipo                        | Tiempo                        |                               |
| ----------------------------- | ----------------------------- | ----------------------------- | ----------------------------- | ----------------------------- |
| 1.º                           | Mathias Vacek                 | Lidl-Trek                     | 12 min 37 s                   |                               |
| 2.º                           | Joshua Tarling                | Ineos Grenadiers              | + 6 s                         |                               |
| 3.º                           | Mauro Schmid                  | Team Jayco AlUla              | + 14 s                        |                               |
| 4.º                           | Florian Lipowitz              | Red Bull-Bora-Hansgrohe       | + 19 s                        |                               |
| 5.º                           | Mattias Skjelmose             | Lidl-Trek                     | + 20 s                        |                               |
| 6.º                           | Filippo Baroncini             | UAE Team Emirates             | + 24 s                        |                               |
| 7.º                           | Antonio Tiberi                | Bahrain Victorious            | + 25 s                        |                               |
| 8.º                           | Marco Frigo                   | Israel-Premier Tech           | + 26 s                        |                               |
| 9.º                           | Pablo Castrillo               | Equipo Kern Pharma            | + 27 s                        |                               |
| 10.º                          | Thymen Arensman               | Ineos Grenadiers              | + 27 s                        |                               |

### Clasificación por equipos[7]
| Clasificación por equipos | Clasificación por equipos  | Clasificación por equipos | Clasificación por equipos |
| Equipo                    | Equipo                     | Tiempo                    |                           |
| ------------------------- | -------------------------- | ------------------------- | ------------------------- |
| 1.º                       | UAE Team Emirates          | 38 min 28 s               |                           |
| 2.º                       | Lidl-Trek                  | + 12 s                    |                           |
| 3.º                       | Team Visma \| Lease a Bike | + 13 s                    |                           |
| 4.º                       | Red Bull-Bora-Hansgrohe    | + 24 s                    |                           |
| 5.º                       | Ineos Grenadiers           | + 40 s                    |                           |
| 6.º                       | Team Jayco AlUla           | + 54 s                    |                           |
| 7.º                       | Bahrain Victorious         | + 59 s                    |                           |
| 8.º                       | Groupama-FDJ               | + 1 min 13 s              |                           |
| 9.º                       | Decathlon-AG2R La Mondiale | + 1 min 14 s              |                           |
| 10.º                      | Soudal Quick-Step          | + 1 min 15 s              |                           |

## Abandonos
Ninguno.